# Венедиктов, Григорий Куприянович
Григо́рий Куприя́нович Венеди́ктов (13 ноября 1929, д. Улителе, Рокишкский уезд, Литва — 11 сентября 2021, Москва) — российский лингвист-болгарист, доктор филологических наук, главный научный сотрудник Института славяноведения РАН, иностранный член Болгарской академии наук, почётный доктор Софийского университета.

## Биография
Г. К. Венедиктов родился в Литве, в деревне Улителе (лит. Ulytėlė) Рокишкского уезда, у границы с Латвией. В 1947 году окончил IV мужскую гимназию в Вильнюсе. В том же году поступил на отделение психологии философского факультета Ленинградского университета. В 1948 году перешёл на славянское отделение филологического факультета, где его специализацией стала болгарская филология. В 1952/53 учебном году в течение восьми месяцев находился на стажировке в Софийском университете в составе первой группы советских студентов-болгаристов.
В 1953 году Г. К. Венедиктов окончил университет и поступил в аспирантуру по кафедре славянской филологии (научный руководитель — профессор Ю. С. Маслов). В марте 1956 года был принят на должность младшего научного сотрудника в Институт славяноведения АН СССР (Москва), где проработал около шестидесяти лет (с 1977 года — старший научный сотрудник). В 1963 году защитил в институте кандидатскую диссертацию «Глаголы движения в болгарском языке», а в 1992 году — докторскую диссертацию «Современный болгарский литературный язык на стадии формирования: проблемы нормализации и выбора диалектной основы».
Г. К. Венедиктов — автор ряда монографий, около 250 статей, обзоров, публикаций и рецензий, посвященных преимущественно проблемам болгарского языкознания. Главный предмет его лингвистических исследований — история современного болгарского литературного языка, и в первую очередь — экстралингвистических факторов, определявших специфику его нормализации и установления диалектной базы в условиях национально-культурного возрождения Болгарии. Помимо этого к кругу его исследований относятся морфология глагола и имени болгарского литературного языка, история лексики литературного языка, болгарская диалектология и лингвогеография, а также история болгарского книгопечатания в XIX веке, русско-болгарские культурные и научные связи в XIX века, история отечественного славяноведения (главным образом, болгаристики).
Г. К. Венедиктов — член редколлегии издававшихся в 1950—1960-е годы «Кратких сообщений» Института славяноведения АН СССР, входил в состав редколлегии журнала «Славяноведение» и серийного издания «Славянское и балканское языкознание», член редколлегии и ответственный редактор многих изданий Института славяноведения АН СССР (РАН), член издательского совета болгарских журналов «Български език» и «Език и литература». Член Комиссии историков России и Болгарии. Участник десятков славистических научных конференций и других научных мероприятий, состоявшихся в СССР / России и за рубежом.
Скончался 11 сентября 2021 года на 92-м году жизни.

## Награды

### Государственные награды
СССР/РФ
- Медаль «За доблестный труд»
- Медаль «Ветеран труда»
- Медаль «В память 850-летия Москвы»

Болгария
- Орден «Мадарский всадник» (I степени) (2002)
- Орден «Кирилл и Мефодий» (II степени)
- Медаль «25 лет народной власти»

### Награды научных и образовательных организаций
СССР/РФ
- Почётные грамоты Президиума Академии АН СССР и РАН

Болгария
- Почётные грамоты Министерства культуры Болгарии
- Настольная медаль Министерства культуры Болгарии
- Почётный знак с синей лентой Софийского университета

### Книги
- Из истории современного болгарского литературного языка; отв. ред. В. Станков. София: Издателство на Българската академия на науките, 1981. 272 с.
- Болгарский литературный язык эпохи Возрождения: проблемы нормализации и выбора диалектной основы / отв. ред. Л. Н. Смирнов. М.: Наука, 1990. 204 с.
- Българистични студии. София: Наука и изкуство, 1990. 242 с.
- Исследования по лингвистической болгаристике. М.: Ин-т славяноведения РАН, 2009. 468 с. ISBN 978-5-7576-0205-8
- Български диалектен атлас. I. Югоизточна България. Съставен под ръководството на Ст. Стойков и С. Б. Бернштейн. Част 1. Карти. 277; Част 2. Статии. Коментари, Показалци. 206 с. София, 1964. [Автор-составитель 41 карты и комментариев к ним].

### Публикации
- Венелин Ю. И. Грамматика нынешнего болгарского наречия / Публикация подготовлена Г. К. Венедиктовым. — М.: Ин-т славяноведения и балканистики РАН, 1997. — 275 с.
- Ю. Венелин. Граматика на днешното българско наречие. София: Университетско изд-во «Св. Климент Охридски», 2002. — 293 стр.
- Учёное путешествие Ю. И. Венелина в Болгарию (1830—1831) / Публ. подгот. Г. К. Венедиктовым. М.: Ин-т славяноведения РАН, 2005. — 153 с. (Российская филологическая наука и зарубежное славянство).

### Статьи
- К вопросу о глаголах с двумя приставками в современном болгарском языке. // Учёные записки Ленинградского ун-та, № 180. Серия филол. наук, вып. 21, 1955, с. 172—177.
- О «следах» старого сигматического аориста в современном болгарском языке // Вопросы языкознания, 1959, № 5, с. 60-68.
- Zur Frage der suppletiven Aspektkorrelationen in der bulgarischen Sprache der Gegenwart // Zeitschrift für Slawistik. Bd. VI, H. 3, 1961, S. 381—386.
- Итоги изучения в СССР вопросов болгарской диалектологии // Краткие сообщения Института славяноведения АН СССР, вып. 35, 1962, с. 76-92.
- Об аналогическом образовании основы настоящего времени некоторых глаголов в современном болгарском языке // Slavia. roč. XXXI, 1962, seš. 3, s. 323—341.
- Неизвестный список «Истории славяноболгарской» Паисия Хилендарского // Славянский архив. Сб. статей и материалов. М.: Изд-во АН СССР, 1963, с. 203—214.
- К вопросу о начале современного болгарского литературного языка // Краткие сообщения Института славяноведения АН СССР, вып. 43, 1965, с. 3-16.
- К истории слов современного болгарского литературного языка // Советское славяноведение, 1968, № 3, с. 40-48.
- Дополнения к болгарской библиографии эпохи Возрождения // Известия на Народната библиотека «Кирил и Методий», т. IX (XV), София, 1969, с. 251—257.
- За първото драматично произведение на български език // Език и литература, год. XXIV, 1969, кн. 5, с. 57-67.
- Диалектная основа болгарского литературного языка и болгарское книгопечатание в эпоху Возрождения // Вопросы языкознания, 1971, № 4, с. 73-89.
- Фрагменты истории болгарской орфоэпии // Балканское языкознание. М.: Наука, 1973, с. 170—210.
- Проблема нормализации литературного языка в программах первых болгарских просветительских обществ в эпоху Возрождения. М.: Наука, 1974. 16 с.
- Об одном явлении в системе глагольного вида в болгарском литературном языке // Славянское и балканское языкознание. Проблемы морфологии современных славянских и балканских языков. М.: Наука, 1976, с. 283—301.
- Некоторые вопросы формирования болгарского литературного языка в эпоху Возрождения // Национальное возрождение и формирование славянских литературных языков. М.: Наука, 1978, с. 207—268.
- За критериите на възрожденските книжовници при избора на конкретна диалектна основа на българския книжовен език // Изследвания из историята на българския книжовен език от миналия век. София, Изд-во на БАН, 1979, с. 13-21.
- И. И. Срезневский и начало болгарской лексикографии // Ученые записки Тартуского ун-та, вып. 573. Труды по русской и славянской филологии. Тарту, 1981, с. 46-74.
- Първа страница в историята на изучаването на българския език от руски учен // Българското Възраждане и Русия. София: Наука и изкуство, 1981, с. 212—235.
- К начальной истории современной болгарской орфографии // Язык и письменность среднеболгарского периода. М.: Наука, 1982, с. 249—285.
- К начальной истории славистической кафедры в Московском университете // Советское славяноведение, 1983, № 1, с. 91-99.
- О первой новоболгарской печатной книге // Typographia Universitatis Hungaricae Budae/ 1977—1848. Budapest, 1983, с. 187—194.
- Новые материалы к биографии Ю. И. Венелина // Учёные записки Тартуского ун-та, вып. 649. Из истории славяноведения в России. II. Тарту, 1983, с. 30-54.
- За основните направления в нормализацията на съвременния български книжовен език в начален стадий на формирането му // Първи Международен конгрес по българистика. Доклади. Т. I. Исторически развой на българския език. София, 1983, с. 328—344.
- Един млад български възрожденец в спомените на руски учен // Език и литература, 1984, кн. 3, с. 18-27.
- К истории литературного самоназвания болгар в эпоху их национального Возрождения // У истоков формирования наций в Центральной и Юго-Восточной Европе. М.: Наука, 1984, с. 145—163.
- Ю. Венелин и А. Пушкин // Советское славяноведение, 1985, № 3, с. 83-92.
- Семьдесят лет советской лингвистической болгаристики // Съпоставително езикознание (София), 1987, № 6, с. 33-43.
- За паметника на Юрий Венелин в Москва // Език и литература, 1988, кн. 3, с. 95-102.
- Восемьдесят лет старейшине советских славистов // Советское славяноведение, 1991, № 1, с. 67-77.
- Судьба первых печатных изданий «Нового завета» в новоболгарских переводах // Информационный бюллетень МАИРСК, вып. 26, 1992, с. 70-88.
- К семантической характеристике парных глаголов движения в литовском и славянских языках // Типологические и сопоставительные методы в славянском языкознании. Сб. статей. М., 1993, с. 191—204.
- Ю. И. Венелин о болгарском языке // Ю. И. Венелин в Болгарском Возрождении. М.: Ин-т славяноведения РАН, 1998, 52-83.
- У истоков становления делового стиля современного болгарского литературного языка // Славяноведение, 1998, № 3, с. 30-36.
- О месте новоболгарских переводов Нового завета в формировании современного болгарского литературного языка // Роль переводов Библии в становлении и развитии славянских литературных языков. М.: Ин-т славяноведения РАН, 2002, с. 183—195.
- Некодифицированный фрагмент именного словоизменения в болгарском языке // Български език, год. LI. 2004, кн. 2-3, с. 130—136.
- Материалы к советско-болгарской дискуссии по некоторым вопросам современной палеославистики // Славяноведение, 2007, № 2, с.58-94.
- Об изучении болгарского языка в Москве в 30-40-х годах XIX в. // Славяноведение в России в XIX—XXI в. К 170-летию создания университетских кафедр славистики. Сб. статей. М.: Ин-т славяноведения РАН, 2007, с. 70-107.
- Опыт интерпретации некоторых данных о возрожденцах и их книгах при изучении начальной истории формирования современного болгарского литературного языка // Литературные языки в контексте культуры славян. М.: Ин-т славяноведения РАН, 2008, с. 153—206.
- Някои авторски лексикални новообразувания на акад. А. Теодоров-Балан // Български език. 2009. Год. LVI. Приложение, с. 42-76.
- Первые болгарские возрожденческие книги в Москве // Болгария и Россия (XVIII—XIX век): Взаимопознание. Сб. статей. М.: Ин-т славяноведения РАН, Ин-т литературы БАН, 2010, с. 202—227.
- Особенности условий общения болгар и русских в Бессарабии в 1820-е годы // Россия и Болгария: векторы взаимопонимания. XVIII—XXI вв. Российско-болгарские научные дискуссии. М.: Ин-т славяноведения РАН, 2010, с.15-30.
- О судьбе первого тома «Учёных записок» Института славяноведения АН СССР // Славяноведение, 2012, № 3, с. 110—120.
- Современный болгарский литературный язык на стадии становления в представлении носителей диалектов // Исследования по славянской диалектологии. Вып. 15, М.: Ин-т славяноведения РАН, 2012, с. 83-99.
- Об аналогическом преобразовании презентной основы некоторых глаголов в болгарских диалектах // Исследования по славянской диалектологии. Вып. 16. М.: Ин-т славяноведения РАН, 2013, с. 179—189.

### Переводы
- Г. Настев, Р. Койнов. Мозг и сознание. — М.: Наука, 1966. — 91 с.
- Н. Тодоров. Балканский город XV—XIX веков. Социально-экономическое и демографическое развитие. — М.: Наука, 1976. — 516 с.

### На русском языке
- Славяноведение в СССР. Изучение южных и западных славян. Биобиблиографический словарь. — Нью-Йорк, 1993, с. 108.
- Ефимова В. С., Журавлёв А. Ф. К юбилею Григория Куприяновича Венедиктова // Славяноведение, 2005, № 1, с. 124—126.
- Сотрудники Института славяноведения Российской академии наук. — М.: Индрик, 2012, с. 58—61.
- Ефимова В. С. К юбилею Григория Куприяновича Венедиктова // Славяноведение, 2015, № 1, с. 124—126.

### На болгарском языке
- В. Станков. Виден съветски българист // Г. К. Венедиктов. Из истории современного болгарского литературного языка. — София, Изд-во БАН, 1981, с. 5-6.
- П. Пашов. Задълбочен изследовател на Българското Възраждане // Г. Венедиктов. Българистични студии. — София, 1990, с. 5-9.
- Р. Русинов. Венедиктов Г. К. // Ив. Радев, Р. Русинов [и др.]. Енциклопедия на българската възрожденска литература. — Велико Търново, 1996, с. 160.
- Енциклопедия «България». Т. 7, Тл-Я. С допълнения. — София, 1996, с. 613.
- Р. Цойнска. Високо научно отличие // Български език, год. XLVII, 1997/1998, кн. 6, с. 84.
- Т. Бояджиев. Григорий Куприянович Венедиктов — доктор хонорис кауза на Софийския университет «Св. Климент Охридски» // Българска реч, год. IV, 1998, кн. 3-4, с. 46-47.
- Ив. Куцаров. Славяните и славянската филология. Очерк по история на славистиката и българистиката от втората половина на XIX до началото на XXI век. — Пловдив, 2002, с. 474.
- Списание на Българската академия на науките, год. CXIX, 2006, кн. 6, с. 59-60.
- М. Божилова. Проф. дфн Григорий К. Венедиктов // Български език, год. LIV, кн. 1, с. 117—118.
- М. Божилова. Венедиктов Григорий Куприянович // Чуждестранна българистика през XX век. Енциклопедичен справочник. — София, Академично изд-во «Проф. Марин Попов», 2008, с. 91-93.
- П. Колева. Априловски свод. — София, Научноинформационен център Българска енциклопедия, 2009, с. 115—117.
- М. Божилова. Григорий Куприянович Венедиктов на 80 години // Българистика/Bulgarica. Информационен бюлетин, № 18. — София, 2009, с. 77-83.
- Т. В. Попова. Григорий Куприянович Венедиктов на 80 години // Български език, год. LVII, 2010, кн. 1, с. 142—148.